# Gianni Turillazzi
Gianni Turillazzi (Brescia, 25 agosto 1939 – Vaprio d'Adda, 18 gennaio 2012) è stato un fotografo italiano.

## Biografia
Gianni Turillazzi nasce a Brescia nel 1939 dove trascorre l'infanzia. Si interessa di fotografia fin da bambino, a tredici anni riceve in dono il suo primo apparecchio fotografico Comet ma non potendo frequentare una scuola specialistica, impara la fotografia da autodidatta. Lavora come assistente in diversi studi bresciani e nel 1956 inizia a lavorare nello studio di Paolo Strada. 
Con Strada ed altri fotografi fonda l'OFPB (Ordine Fotografi Professionisti Bresciani). Si interessa anche di cinematografia lavorando come operatore per la Record Film di Angio Zane.
Nel 1964 si trasferisce a Roma dove conosce Sergio Bardotti, paroliere e produttore discografico. Con Bardotti inizia a collaborare per la RCA realizzando le foto di copertina dei dischi. Scatta servizi con Lucio Dalla, Patty Pravo, Mal dei Primitives, Bobby Solo, Mita Medici, Sergio Endrigo, Dalidà e Luigi Tenco. Lavora anche come fotografo di scena per alcuni dei principali registi della nouvelle vague italiana: Marco Bellocchio, (I pugni in tasca, 1965), Liliana Cavani, (Francesco d'Assisi, 1966) nel film della Cavani avrà anche una parte come attore, interpretando il personaggio di Frate Rufino, e Tinto Brass (Nerosubianco, 1969).
A Roma frequenta attori ed intellettuali, nel salotto di Laura Betti, dove è stato introdotto da Lou Castel, ha modo di incontrare Pier Paolo Pasolini ed Alberto Moravia che lo aiuteranno nella sua maturazione artistica. Affascinato dall’ambiente e dai personaggi della vecchia Roma tra il 1964 e il 1965 realizza una serie di fotografie, immortalando personaggi e scorci di Trastevere.
Inizia un sodalizio artistico con Gina Lollobrigida che prima lo sceglie come fotografo personale e poi lo aiuta ad aprire il suo primo studio nella capitale. Pubblica su alcune delle principali riviste nazionali e internazionali, come Vogue America, Vogue Italia, Harper's Bazaar, Elle Francia e Linea Italiana. Collabora con case di moda come Valentino, Fendi, Sorelle Fontana, Barocco, Andrè Laug, Capucci, Laura Biagiotti, Tiziani, Sarli, Roberta di Camerino, Mila Shön, Irene Galitzine, Tita Rossi e Renato Balestra. 
Le sue modelle sono le top model dell'epoca : Veruschka, Benedetta Barzini, Marisa Berenson, Penelope Tree, Alberta Tiburzi, Barbara Bach, Marina Schiano e Loulou de la Falaise. Scatta anche foto di moltissime attrici, fra cui: Gina Lollobrigida, Claudia Cardinale, Virna Lisi, Rosanna Schiaffino e Ewa Aulin.
Nel 1972 lascia Roma e si trasferisce a Milano dove continua a collaborare con riviste femminili come Grazia, Amica, Annabella, Gioia, Linea Italiana, Harper's Bazaar, Arianna, Vogue, Elle France, Freundin, Brigitte, Mia Spagna. 
Dalla fine degli anni novanta con la collaborazione di Natalia Fornes, sua nuora, concentra la sua attività su foto di bellezza e salute.Gianni Turillazzi muore nel 2012, il suo archivio, che rappresenta mezzo secolo di storia della fotografia di moda è tenuto dalla moglie, Rosanna Frassoni Turillazzi.

## Opere
- Venti Anni di Vogue Italia 1964-1984, Edizioni Condé Nast, 1984.
- The Italian Glamour, a cura di Andrew Ellis, Skira, 2015.

## Pubblicazioni
- Vogue Italia
  - 1970 : giugno, settembre, novembre, maggio
  - 1971 : febbraio, marzo, aprile, settembre
  - 1972 : aprile, settembre, ottobre
  - 1973 : marzo, aprile, settembre
  - 1974 : settembre
  - 1975 : settembre
  - 2014 : settembre

- Vogue America
  - 1970 : settembre, ottobre

- Linea Italiana
  - 1969 : autunno-inverno
  - 1970 : primavera-estate, settembre
  - 1971 : gennaio, luglio, ottobre
  - 1972 : aprile, luglio, settembre

- Harpers’s Bazaar Italia
  - 1970 : primavera-estate
  - 1971 : luglio

- Elle Francia
  - 1980 : febbraio, marzo, aprile, giugno, settembre
  - 1981 : marzo,

## Mostre
- 20 anni di Vogue Italia, Galleria del Sagrato, Milano, 1984[5]
- Collezione Italiana, Wave Gallery, Brescia, 2014[2].
- Antologica, Wave Gallery, Brescia, 2015[2][6].
- Permanente, MA.CO.F centro della fotografia Italiana, Brescia, 2016[7]
- Di moda, MA.CO.F centro della fotografia Italiana, Brescia, 2017[8]
- Star & Starlette, Palazzo Todeschini, Desenzano sul Garda, 2018[9]
- Chapeau, Galleria G.B. Bosio, Desenzano sul Garda, 2018[10]
- Gente di Trastevere, Centro Civico Agorà, Arese, 2018[11]